# Климовское (Некрасовский район)
Климовское — деревня в Некрасовском районе Ярославской области России. 
В рамках организации местного самоуправления входит в Некрасовское сельское поселение, в рамках административно-территориального устройства относится к Климовскому сельскому округу.

## География
Расположена в 3 км на юго-восток от райцентра посёлка Некрасовское.

## История
В конце XIX — начале XX века деревня являлась центром Климовской волости Костромского уезда Костромской губернии, с 1918 года — Иваново-Вознесенской губернии.
С 1929 года деревня входила в состав Суворовского сельсовета Заволжского района, с 1932 года — в составе Большесольского (Некрасовского) района, с 1954 года — в составе Климовского сельсовета, с 2005 года — в составе Некрасовского сельского поселения.

## Население
| 1872 | 1897 | 1907 | 2002 | 2007 | 2010 |
| ---- | ---- | ---- | ---- | ---- | ---- |
| 210  | ↗287 | ↗331 | ↘12  | ↗16  | ↗17  |